# National City Lines
National City Lines est une entreprise de transport en commun créée en 1936 à Chicago, aux États-Unis. Lors de sa création, elle rachète de très nombreux réseaux de tramway américains, officiellement pour les gérer. Toutefois, en réalité, National City Lines est une structure dont les actionnaires sont des entreprises des secteurs de l'automobile, du pétrole (en) et des pneumatiques, qui ont tous intérêt à voir disparaître les transports publics, et en particulier les tramways qui occupent la chaussée.
Une législation favorable aux voitures et impulsée par ces mêmes entreprises lobbyistes, ainsi que l'absence volontaire d'investissements, conduisent rapidement les réseaux de tramways à la banqueroute et à la destruction, ce qui est appelé grand scandale des tramways américains. Neuf entreprises sont poursuivies en 1947, non au motif de cette destruction mais simplement pour situation monopolistique. Les entreprises sont symboliquement condamnées en 1949, mais ont réussi entretemps à anéantir les réseaux de tramways américains.

## Histoire

### Réseaux de tramways préexistants
Les réseaux de tramways américains du début du XXe siècle ne relèvent pas d'une mission de service public, mais de vastes opérations immobilières. En l'absence de réseaux aussi efficaces qu'eux, ils sont mis en place par des magnats de l'immobilier pour desservir les quartiers qu'ils aménagent.
La très forte croissance de l'équipement en automobiles des Américains crée dès les années 1920 des conditions d'exploitation difficiles pour ces tramways, qui partagent la chaussée avec les automobiles. Un cercle vicieux se constitue alors : les recettes étant moindres, les investissements consentis par les compagnies de transport en commun s'amenuisent et le service empire, détournant encore plus de monde des tramways.

### Évolution du cadre législatif et création de laNational City Lines
L'adoption du Public Utility Holding Company Act en 1935 entravait la marge d'action des entreprises de service public et favorisait leur disparition. Cette tendance allait dans le sens des changements prônés par les lobbies de l'automobile, du pétrole (en) et des pneumatiques, parmi lesquels General Motors était de loin le plus actif. Les historiens ne sont pas tous d'accord sur le rôle actif qu'a pu jouer General Motors dans le vote de la loi,.

### Démantèlement  des réseaux

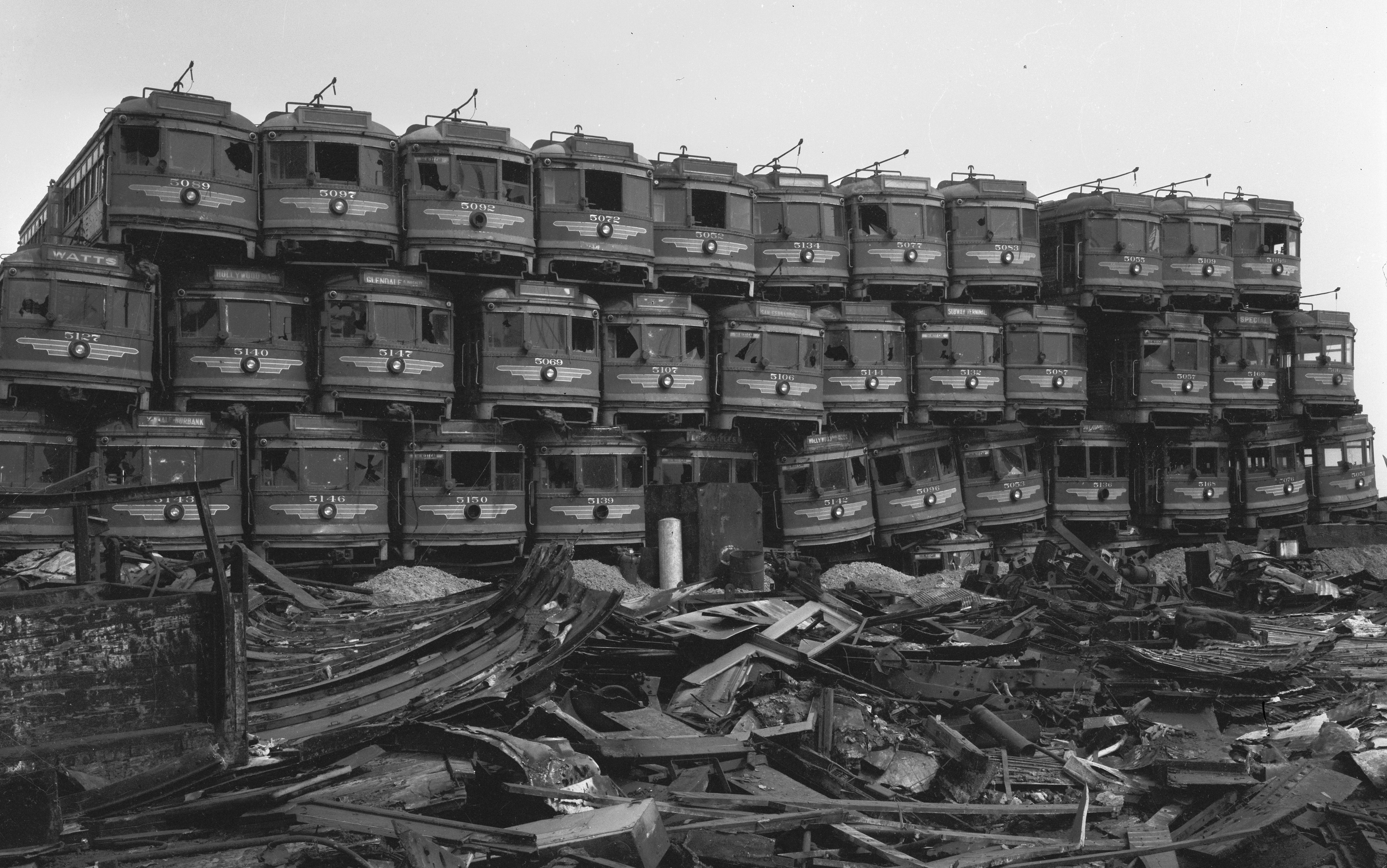
Les rames de la Pacific Electric empilées à la casse de Terminal Island en mars 1956.

Dans tous les cas, cette loi aboutit à la mise en vente de nombreuses entreprises de transports en commun, et notamment de tramways — « streetcars » en anglais —. General Motors fonde alors en 1936 National City Lines, dont l'activité principale consiste à racheter des sociétés gérant des réseaux de tramways, à démanteler ceux-ci et à les remplacer par des bus diesel. Soixante-deux entreprises de transport sont ainsi rachetées par le nouveau consortium ; vingt-trois réseaux de tramways sont entièrement supprimés ; d'autres réseaux sont supprimés partiellement. Le plus vaste réseau de tramway du monde, celui de Los Angeles, est entièrement démantelé le 9 avril 1961.

### Scandale juridique et suites
En 1947, le tribunal pour le district de Californie du Sud (en) inculpe en 1947 neuf entreprises et sept personnes physiques pour « conspiration en vue d'acquérir le contrôle d'un certain nombre de sociétés de transport en commun, formant ainsi un monopole de transport » ainsi que pour « conspiration en vue de monopoliser les ventes de bus et de fournitures aux sociétés appartenant à National City Lines », ce qui constituait à ses yeux une violation de la loi antitrust de 1890. Toutefois, cette inculpation n'aboutit qu'à des condamnations symboliques, General Motors n'écopant par exemple que de cinq mille dollars d'amende.
Ainsi, l'objet principal du délit, la destruction de réseaux de tramways, n'est pas jugée ni même évoquée. Il faut attendre 1974 pour que l'avocat Bradford Snell défende devant le Sénat fédéral l'idée que General Motors a sciemment obligé des millions d'Américains à être dépendants de l'automobile en détruisant délibérément des réseaux efficients de transport de passagers. Snell affirme ainsi que le National City Lines a causé par son action « la destruction de plus de cent réseaux de tramways dans quarante-cinq villes, dont New York, Philadelphie, Baltimore, Saint Louis, Oakland, Salt Lake City et Los Angeles ». 